# JAC Motors
JAC Group (chinês: 江汽集团; oficialmente Anhui Jianghuai Automobile Group) ou JAC Motors, é uma fabricante automotiva chinesa com foco na produção de carros, veículos comerciais leves e de chassis de ônibus e caminhões. Desde 2020, a Volkswagen é dona de 50% da empresa sendo sua controladora em sociedade com o governo chinês.
A empresa produziu cerca de 524.000 veículos em 2021, incluindo 271.800 veículos comerciais e 252.500 veículos de passageiros. Ela também vendeu 16.800 BEVs em dezembro de 2021. Ela é considerada uma montadora relativamente pequena, não se classificando entre as 10 maiores montadoras chinesas em termos de carros vendidos.

## História
Fundada em 1964, na China, sob o nome Anhui Jianghuai Automobile dedicava-se inicialmente à produção de caminhões. Atualmente, produz veículos que atendem aos diversos segmentos do mercado automobilístico.
A empresa mantém um centro nacional de pesquisa e desenvolvimento em Hefei e, em 2005, inaugurou seu primeiro centro internacional em Turim. Posteriormente em 2006, foi inaugurado seu segundo centro internacional de pesquisa em Xangai.
Em 2009, a JAC Motors desenvolveu os modelos como o J3, o J3 Turin, o J5 e o J6 e no primeiro semestre, as vendas alcançaram 180 mil unidades de veículos de todos os tipos, no ano anterior, o total foi de 220 mil unidades e a receita de vendas chegou a US$ 1,3 bilhão.
A marca é considerada uma importante fabricante de chassis de ônibus, caminhões e de veículos comerciais leves na China, e única a possuir tecnologia VVT (Comando Variável de Válvulas) em seus motores desenvolvidos na China, outras marcas como a Toyota já fazem uso desta tecnologia em seus motores há mais tempo.
Uma equipe independente de pesquisa e desenvolvimento foi formada na JAC Motors. Os recursos globais são integrados para construir um sistema por meio de orientação de mercado, introdução, absorção, inovação integrada e inovação aplicada. O objetivo é estimular a capacidade em pesquisa e desenvolvimento própria e independente da empresa.

### Cooperação com a Volkswagen
Em 2017 a JAC e o Grupo Volkswagen anunciaram uma joint-venture para produzir carros elétricos para o mercado chinês sob a marca SEAT, em abril de 2018 nasceu oficialmente a joint-venture JAC-Volkswagen, que no entanto opera através da nova marca Sol, e não mais SEAT. O primeiro produto é o veículo SOL E20X, um crossover elétrico resultante de uma engenharia de emblema do JAC iEV40 (também chamado de JAC Refine S2 EV) com uma frente redesenhada pelo centro de estilo da SEAT na Espanha.
Em 2020, o Grupo Volkswagen assina cartas de intenção entre a Volkswagen (China) Investment e o Governo da Província de Anhui, para o aumento da participação do Grupo Volkswagen na joint venture JAC Volkswagen, dos atuais 50% para 75%. Uma transição que também exige investimento na JAG (JAC Holding Group), a empresa controladora da JAC e de propriedade do governo de Anhui. O acordo entre as partes, sujeito às aprovações regulatórias habituais, prevê o investimento de um valor equivalente a um bilhão de euros e deve ser concluído até o final do ano. A Volkswagen também adquiriria 50% da JAG (a empresa controladora da JAC).
O Grupo Volkswagen detém uma participação de 75% na Volkswagen Anhui, enquanto o Grupo JAC detém uma participação de 25%. O Grupo Volkswagen também detinha 50% do JAC Holding Group (JAG), a empresa controladora do Grupo JAC, o que significa que o Grupo Volkswagen também possui uma participação de 14,09% no Grupo JAC. Como resultado, a porcentagem de participação do Grupo Volkswagen na Volkswagen Anhui chega, na verdade, a 78,52%.

## No Mundo
Desde que exportou a sua primeira unidade para a Bolívia, em 1990, a JAC se expandiu de uma forma que ninguém esperava. Ao todo, está presente em mais de 100 países da África, América do Sul, América Central, Europa, Ásia e Oceania e já acumula um crescimento de 80% nas vendas por ano.
É a maior produtora de chassis de ônibus, caminhões e de veículos comerciais leves na China, além de líder em vendas para exportação. E a marca ainda conta com um avançado Centro de Tecnologia, mais o JAC Italy Design Center (Turim, Itália) e o JAC Japan Design Center (Tóquio, Japão), ambos centros criativos que desenvolvem novos projetos automotivos, de espaço interior, estrutura e montagem. Tudo para a JAC Motors crescer ainda mais: mais independente, mais do que você esperava.

## No Brasil
Em 2011, o Grupo SHC, presidido pelo empresário Sérgio Habib, anunciou parceria com a JAC Motors para ser responsável pelo marketing, comercialização, assistência técnica, pós-venda, e distribuição de peças originais da marca. O grupo foi pioneiro, anteriormente, em trazer a marca Citroën para o Brasil. Para entrar no concorrido mercado automobilístico nacional, a marca decidiu apostar com uma estratégia arrojada: preço acessível e 6 anos de garantia. O apresentador Fausto Silva (Faustão) foi convidado pela JAC Motors para ser garoto propaganda da marca no país.
Atualmente, o Grupo SHC – que se encontra em recuperação judicial – acumula mais de R$ 1 bilhão em dívidas, incluindo dívidas com o Governo da Bahia, que forneceu incentivos fiscais, ao Governo Federal e a fornecedores.
Atualmente, conta com uma rede de cerca de 120 oficinas e 5 concessionárias localizadas em São Paulo, Curitiba, Florianópolis, Porto Alegre e Brasília. Em 2011, a marca chegou a ter mais de 50 concessionárias em 19 estados e mais de 30 cidades, essa extensa presença garantiu o montante de 80.000 unidades vendidas desde o início da operação no país.

### Fábrica
Em agosto de 2011, o Grupo SHC anunciou que começaria a construir uma fábrica com capacidade para 100 mil veículos em Camaçari, Bahia, com expectativa de conclusão em 2014. O grupo ainda pretendia aumentar de 45 para 100 concessionários até 2014. O projeto, no entanto, foi cancelado.
Em dezembro de 2017, o Grupo SHC voltou a anunciar seu projeto de fábrica, dessa vez para Itumbiara, Goiás. O projeto previa a produção anual de 35 mil unidades dos modelos T5 e T40 com início das operações para o final de 2019. O projeto, no entanto, não saiu do papel.

### Patrocínios
Desde sua chegada, a JAC Motors tornou-se incentivadora de diversos projetos no país.
Em 2012, a marca decidiu patrocinar até 2016, ano das Olimpíadas no Rio de Janeiro, a seleção brasileira de Rugby. A marca será estampada no uniforme dos jogadores, além de ceder cinco veículos, trocados a cada semestre, para a Confederação Brasileira de Rugby(CBRu).
Ampliando a plataforma de incentivos ao esporte, a JAC Motors anunciou em 2013 uma nova parceria. Desde Março desse ano, a marca patrocina o Circuito Banco do Brasil de Vôlei de Praia. Ao longo da temporada 2013/2014 a montadora dará 8 carros como premiação aos atletas, além de ativação de patrocínio por meio de placas de publicidade, ações promocionais com torcedores e investimento efetivo no esporte.

### Modelos comercializados
Estão disponíveis no mercado brasileiro, desde março de 2011, 7 modelos da marca:
- JAC J3 (Hatch, lançado em Março de 2011)[21]
- JAC J3 Turin (Sedan, derivado do J3, lançado em março de 2011)[21]
- JAC J6 (Minivan de até sete lugares, lançada em Agosto de 2011)[22]
- JAC J5 (Sedan Premium, lançado em março de 2012)[23]
- JAC J2 (Hatch, lançado em Novembro de 2012)[24]
- JAC T140 (Caminhão, lançado em dezembro de 2012)[25]
- JAC J3 S (Hatch em versão esportiva, lançado em fevereiro de 2013)[26]
- JAC J3 Reestilizado (Hatch anteriormente lançado, porem com profundo facelift, lançado em junho de 2013)[27]
- JAC J3 Turin Reestilizado (Hatch anteriormente lançado, porem com profundo facelift, lançado em junho de 2013)[27]
- JAC J6 (Minivan de até sete lugares reestilizada, lançada em outubro de 2013)[28]
- JAC T8 (Maxi Van, lançada em Fevereiro de 2014)[29]
- JAC J3 S (Hatch em versão esportiva e reestilizada, lançado em abril de 2014)[30]
- JAC J3 Turin S (sedan derivado do J3 S em versão esportiva e reestilizada, lançado em abril de 2014)[30]
- JAC J2 Flex (Hatch, lançado em janeiro de 2015)[31]
- JAC J6 (Minivan passsou a ter apenas a opção de 7 lugares, lançada em janeiro de 2015)[32]
- JAC T6 (SUV, lançado em abril de 2015)[33]
- JAC T5 (SUV mecânico, lançado em Fevereiro 2016)[34]
- JAC T5 CVT (SUV, lançado em Novembro 2016)[35]
- JAC T40 (SUV, lançado em Agosto de 2017)[36]
- JAC V260 (Caminhão leve, lançado em outubro de 2017)[37]
- {{Link||2=http://jacmotorsbrasil.com.br/modelo-t40-cvt |3=JAC T40 |4=CVT (SUV Automático lançado em Abril de 2018)[38]
- {{Link||2=https://jacmotorsbrasil.com.br/t50 |3=JAC T50 |4=(Lançado em Novembro 2018)[39]
- JAC iEV20
- JAC iEV 60
- JAC iEV40
- JAC T50
- JAC T60
- JAC T80

## Carro elétrico
No Salão de Automóvel de São Paulo, em 2010, a JAC Motors deu o primeiro sinal que estava caminhando em direção a um futuro mais sustentável. Nessa edição do evento, a marca expôs um protótipo totalmente elétrico do J5, modelo mais luxuoso da marca comercializado no Brasil.
Em 2013, foi anunciado um acordo entre a montadora chinesa e a norte-americana Green Tech Alliance. A previsão é que a produção dos veículos movidos a energia elétrica seja iniciada até o fim do mesmo ano.
O projeto prevê que a bateria de 19kWh seja capaz de entregar uma autonomia de 161km’s, com um processo de recarga entre 6 e 8 horas. Inicialmente, os 2.000 carros, que estão previstos para fabricação, serão destinados ao mercado estadunidense. No entanto, a ideia é exportar os veículos com tecnologia limpa para outros países.
O modelo escolhido para carregar a bandeira de tecnologia aliada a sustentabilidade é o J3 Turin. A Green Tech, atualmente, conta em sua linha apenas com o MyCar, um automóvel de dois lugares. A expansão da linha para um sedan de 5 lugares torna-se natural.
A montadora chinesa vem evoluindo rapidamente na produção de veículos elétricos e em 2018 firmou uma parceria com a Volkswagen para a criação da Sol, marca de veículos elétricos. O primeiro modelo a ser lançado sob a nova marca será o JAC T40. Tal modelo já é comercializado no Brasil, entretanto em versão não elétrica. A ideia, segundo a Volkswagen, é manter a influência como a maior financiadora estrangeira na China, posto sendo ameaçado pela Tesla. Nesta parceria, foi lançado o JAC IEV20.